# Wald-Ohrwurm

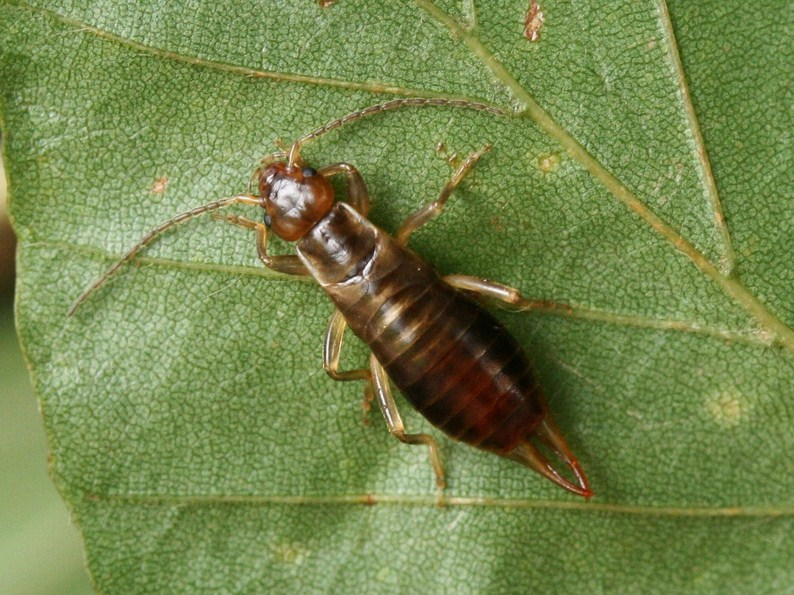
Weibchen

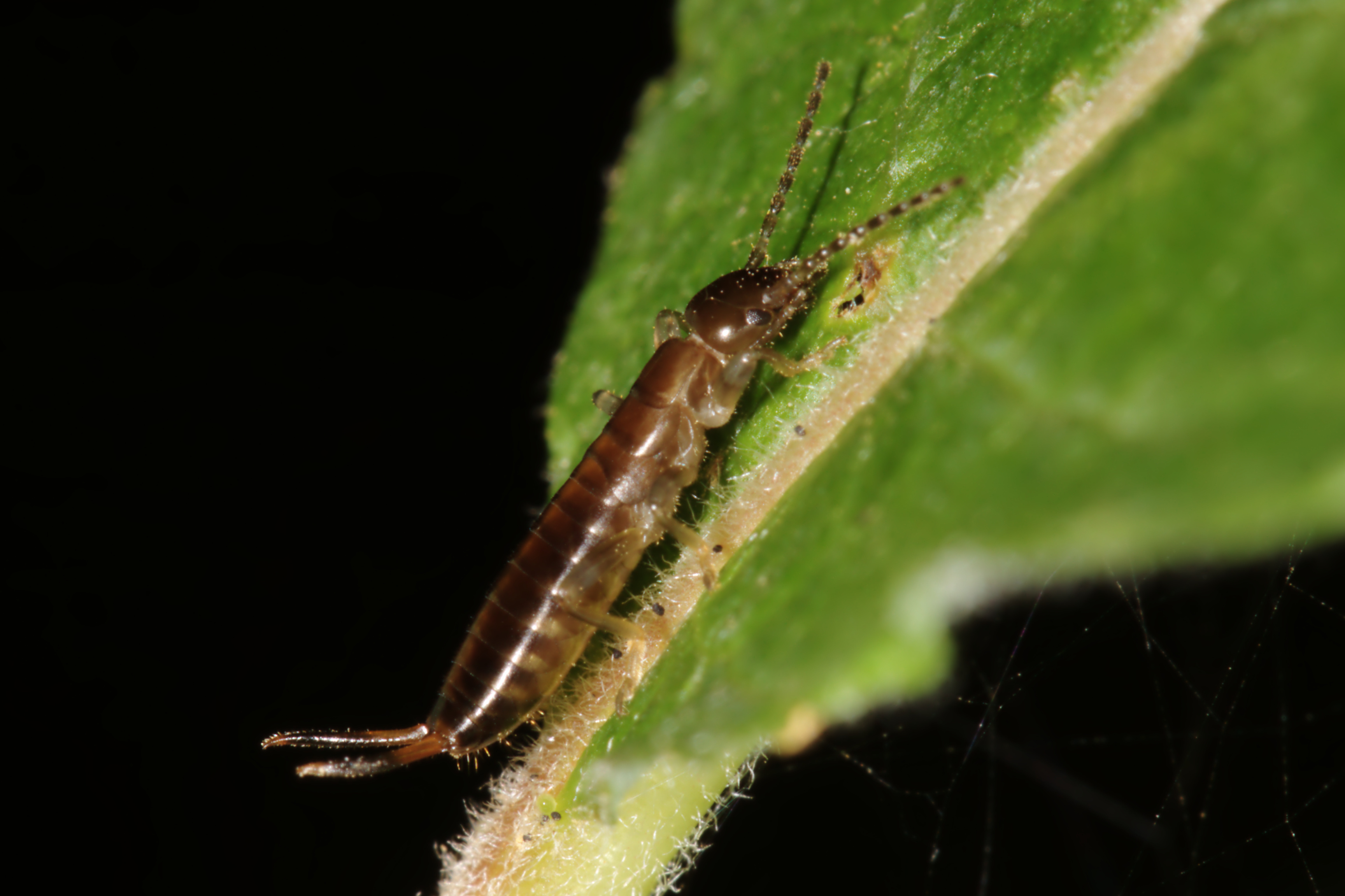
L1-Nymphe

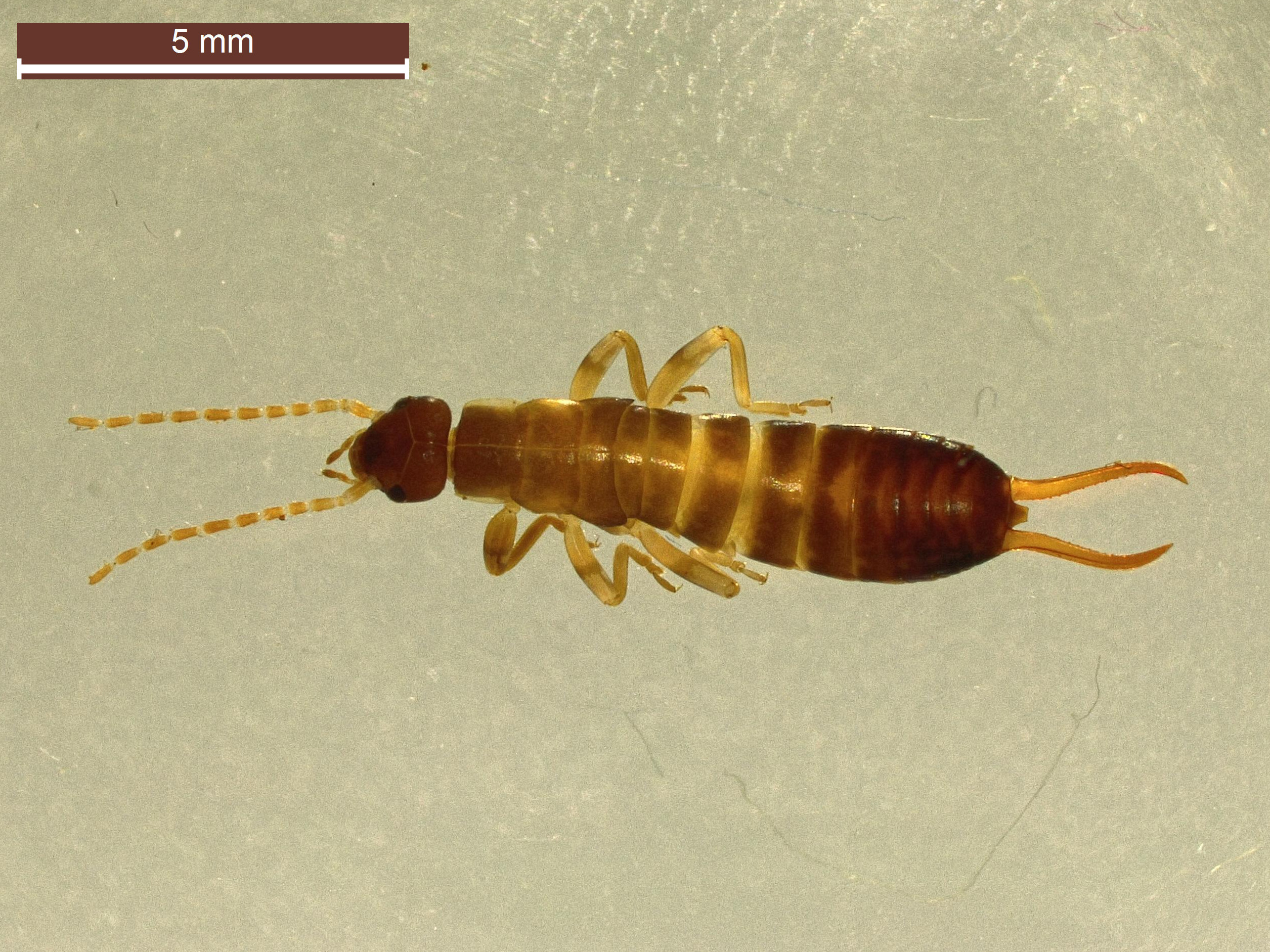
L3-Nymphe

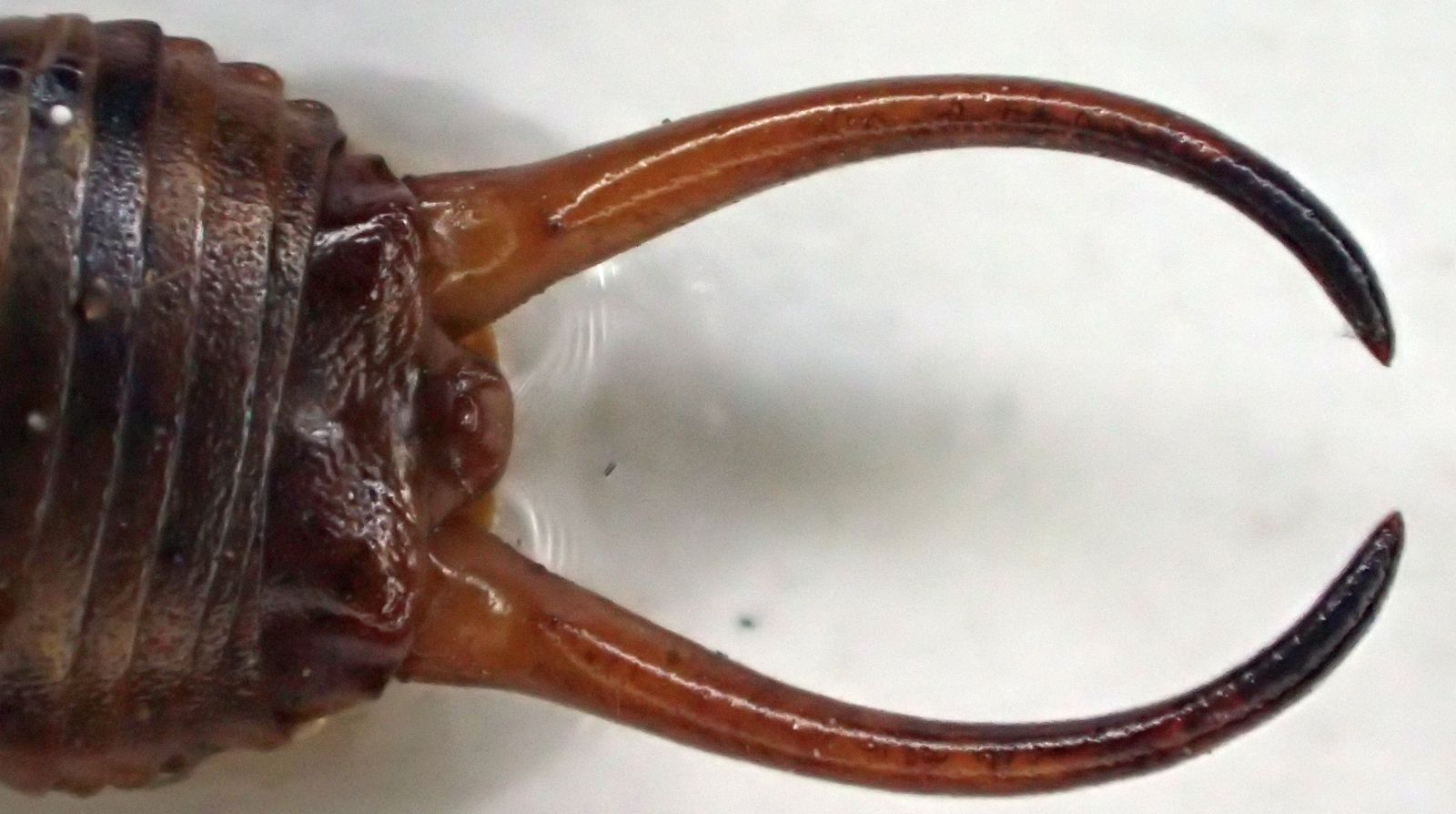
Zange eines Männchens in Nahaufnahme

Der Wald-Ohrwurm (Chelidurella acanthopygia, Syn.: Chelidura acanthopygia), häufig auch Waldohrwurm geschrieben, ist eine in Europa beheimatete Insektenart der Ohrwürmer. Der Waldohrwurm ist ein Allesfresser und lebt vor allem in Laubwäldern.

## Merkmale
Die Art mit der typischen allgemeinen Körpergestalt der Ohrwürmer ist in der Größe sehr variabel, Individuen erreichen von 10,5 bis 17,5, meist 12 bis 17 Millimeter Körperlänge. Der Wald-Ohrwurm ist gelbbraun gefärbt, mit etwas helleren Beinen und Zangen (Forceps). Die zu Deckflügeln (Tegmina) umgebildeten Vorderflügel sind stark verkürzt, sie sind breiter als lang und mit dem Mesonotum verwachsen. Die Hinterflügel sind vollständig reduziert (an der Ausbildung der Flügel leicht vom ähnlichen Gebüsch-Ohrwurm Apterygida media unterscheidbar). Der Kopf ist länger als breit, mit kleinen Komplexaugen, deren Länge geringer ist als der Kopf hinter den Augen. Die Antennen bestehen meist aus 13 Antennengliedern, sind verhältnismäßig lang und dünn, das vierte Glied mehr als 1,5mal so lang wie breit. Das Pronotum ist quer (breiter als lang), nach vorn abgestutzt, seine Seitenränder parallel und gerade, die Hinterecken abgerundet. Der Hinterleib ist in der Mitte verbreitert, auf den Tergiten drei bis vier seitlich mit deutlichen Drüsenfalten, beim Männchen auf den Tergiten sechs bis sieben an den Seiten gekielt. Die im Querschnitt runden Zangen (Forceps) am Hinterleibsende sind beim Männchen stark und gleichmäßig gebogen (eine ovale leere Fläche einschließend), meist mit einem markanten Zähnchen im basalen Abschnitt auf der Oberseite (das aber auch fehlen kann). Die Weibchen sind von ihnen leicht an den beinahe geraden, zur Spitze hin deutlich zugespitzten Zangen unterscheidbar.
Die Art ist von anderen Vertretern der Gattung ausschließlich anhand der männlichen Begattungsorgane unterscheidbar, Weibchen sind nicht sicher bis zur Art bestimmbar. Die anderen Arten der Gattung kommen allerdings nur im Alpenraum und dem angrenzenden Südeuropa vor, so dass Individuen aus Deutschland und Nordeuropa immer dieser Art angehören. Der Pygidium genannte Anhang der Männchen sitzt frei vorstehend am Hinterleibsende, zwischen den Basen der Zangen. Es ist markant nach oben gebogen und verjüngt sich dreieckig zur Spitze hin. Die Ausbildung der Spitze ist dabei innerhalb der Art hoch variabel. Nach der Gestalt des Apex wurde durch den italienischen Forscher Antonio Galvagni (1924–2015) eine Art Chelidurella guentheri abgetrennt. Dieses Merkmal erwies sich allerdings als extrem variabel, Individuen mit einfachem und zweispitzigem Apex waren genetisch ununterscheidbar. Deshalb wurden beide 2020 synonymisiert.
Nymphen
Die Nymphen des Waldohrwurms sind mit einer guten Lupe oder unter dem Mikroskop an ihren Zangen erkennbar. Diese besitzen auf der Innenseite kleine Zähnchen und sind außen kurz behaart. In ihrer Gesamterscheinung ähneln sie den Nymphen von Apterygida albipennis. Beide besitzen einen relativ dunklen Kopf, Härchen an den Zangen und haben manchmal eine ähnliche Zeichnung auf dem Abdomen. Jedoch sind die Innenseiten der Zangen, die ersten Antennenglieder und die Form und Zeichnung des Pronotums mögliche Unterscheidungsmerkmale. Von den späteren Nymphenstadien von Forficula auricularia unterscheidet sich die Art durch die fehlenden Alae und die Musterung. L1-Nymphen des Waldohrwurms werden 5,3–6,2 mm lang, besitzen 8 Antennenglieder, das Pygidium ist rund und die Zange dünn und lang. L2-Nymphen werden 6,8–7,0 mm lang, besitzen 10 Antennenglieder, das Pygidium ist abgerundet und die Zange kräftiger. L3-Nymphen werden 8,5–10,5 mm lang, besitzen 11 Antennenglieder, das Pygidium ist kantig und die Zange weist einen leichten Seitenkiel auf. L4-Nymphen werden 12,1–13,0 mm lang, besitzen 12 Antennenglieder, das Pygidium besitzt spitze Ecken, die Sternite sind mittig heller und die Zange hat einen deutlichen Seitenkiel.

## Verwechslungsarten
Durch das Fehlen von Hinterflügeln und voll entwickelten Elytren ist der Waldohrwurm leicht von den meisten anderen mitteleuropäischen Arten zu unterscheiden. Auch die Form der männlichen Zangen ist eindeutig für die Gattung Chelidurella, zudem unterscheidet sich die Färbung leicht von anderen Arten wie dem Gebüschohrwurm oder dem Gemeinen Ohrwurm. Jedoch kommen im Verbreitungsgebiet des Waldohrwurms weitere ähnliche Arten vor, aus den Gattungen Chelidurella und Chelidura. Die ähnlichen Mesochelidura-Arten leben geographisch getrennt. Adulte Männchen der Gattung Chelidura besitzen massivere, meist kürzere und stärker gebogene Zangen, zudem ist ihr Abdomen zum Ende hin stark verbreitert. Die Weibchen sehen sich dagegen sehr ähnlich, Chelidura-Weibchen sind größer und massiger gebaut, ansonsten aber nur schwer zu unterscheiden. Von den übrigen Arten der Gattung Chelidurella lassen sich sowohl Männchen als auch vor allem Weibchen nur schwer oder kaum unterscheiden, so dass hier der Fundort eine wichtige Rolle spielt. Bei den Männchen können das Pygidium, die Antennenglieder und die Subgenitalplatte Unterscheidungshilfen bieten. Bei Chelidurella mutica ist das Pygidium kurz und abgerundet, während es bei den übrigen Arten dreieckig ist und über das 10. Abdominaltergit herausragt. Bei Chelidurella fontanai ist es besonders lang und zugespitzt, bei Chelidurella vignai und Chelidurella pseudovignai ebenfalls länger als beim Waldohrwurm, aber deutlich kürzer als bei Ch. fontanai. Die Antennenglieder von Chelidurella poggii und Chelidurella galvagnii sind kürzer und robuster, das 4. Antennenglied ist maximal 1,5× so lang wie breit. Bei Chelidurella caprai, Chelidurella thaleri und Chelidurella acanthopygia sind die Antennenglieder länger und dünner, das 4. Antennenglied ist mindestens 1,6 × so lang wie breit. Bei Ch. caprai ist die Subgenitalplatte mit einem trigonal verjüngten distalen Drittel, bei den übrigen beiden Arten nahezu parallelrandig in den proximalen zwei Dritteln, mit abgerundeten Ecken im distalen Drittel. Von Ch. thaleri unterscheiden sich Männchen durch den Penis. Dieser ist bei Ch. acanthopygia vergleichsweise kürzer, die Parameren sind maximal 1,6 × länger als die maximale Breite des Pronotums und nicht mindestens 2 × so lang. Zudem ist die distale Breite des Penislobus bei Ch. acanthopygia etwa so breit wie die maximale breite der Parameren und nicht mindestens 2 × so breit. Weibchen und Nymphen sind nur durch genetische Analysen sicher unterscheidbar.

## Verbreitung und Lebensraum
Die Art besitzt ein großes Verbreitungsgebiet in Europa. Es zieht sich von Mittelfrankreich im Westen bis ins westliche Russland im Osten. Im Süden reicht das Areal bis Südostfrankreich, Norditalien und Kroatien, im Norden bis ins südliche Norwegen, zentrale Schweden und Lettland. Die nördlichen Populationen, darunter diejenigen in ganz Deutschland, wurden von 1994 bis 2020 der, heute wieder synonymisierten Chelidurella guentheri zugeordnet. In den Alpen, der Hohen Tatra, den Karpaten, dem Zentralmassiv und den Gebirgen der Balkanhalbinsel, kommt die Art zusammen mit anderen Vertretern der Gattung vor. In der Slowakei ist sie im gesamten Land verbreitet. 
In mitteleuropäischen Wäldern ist der Wald-Ohrwurm überall verbreitet und oft sehr häufig. In einem Buchenwald des Solling (hier die einzige Ohrwurm-Art) wurden 16 Individuen pro Quadratmeter Waldboden (mit einer Biomasse von 112 Milligramm pro Quadratmeter) registriert, in schleswig-holsteinischen Buchenwäldern 7 bis 14,5 Individuen pro Quadratmeter, in anderen gut untersuchten Wäldern, etwa bei Berlin, lag die Dichte allerdings darunter. Die Art meidet allerdings meist Nadelwälder und kommt hier, wenn überhaupt, nur in geringer Dichte vor. Sie bevorzugt Böden mittlerer Feuchte und eher nährstoffarme, leicht saure Waldböden. In den Gebirgen wird die Art in höheren Höhenlagen oft von anderen Arten, wie Chelidurella thaleri oder Chelidurella galvagnii abgelöst.

## Lebensweise
Der Wald-Ohrwurm ist überwiegend eine bodenlebende Art der Streu- und Krautschicht der Wälder. Obwohl gelegentlich Individuen im Stamm- oder Kronenbereich anzutreffen sind, ist er hier seltener als andere Ohrwurmarten. Während die Imagines mehr an der Bodenoberfläche leben, findet man die Nymphen eher versteckt in der Streuschicht.
Die nachtaktiven Insekten halten sich tagsüber in Ritzen und Spalten oder unter Steinen auf. Nachts gehen sie auf Nahrungssuche. Als Nahrung dienen kleine Insekten, Honigtau der Blattläuse und zarte Pflanzenteile. Der Wald-Ohrwurm ist also ein typischer Allesfresser. Bei Untersuchungen des Darminhalts im Solling wurde je etwa zur Hälfte tierische und pflanzliche Nahrung gefunden, darunter Algen, Pollen und Hyphen von Pilzen, im Schwarzwald und in Schleswig-Holstein überwog bei den Untersuchungen die räuberische Ernährung. Die Zangen dienen zusammen mit einem stinkenden Sekret zur Feindabwehr, aber auch zum Ergreifen der Beute. Weibchen betreiben Brutpflege und bewachen die Eigelege. Die Art durchläuft bis zum geschlechtsreifen Insekt (Imago) vier Nymphenstadien. Ungefähr im April erscheinen in der Slowakei die ersten Nymphenstadien, Ende des Sommers ist hier die Entwicklung zur Imago abgeschlossen. Auch in Deutschland sind die Nymphen oft von April bis August oder September zu finden. In Schleswig-Holstein wurden allerdings nie Jungtiere vor Juli bis August gefunden, im Solling in Niedersachsen erst ab Juni/Juli. Im Norden, so in Dänemark, benötigt die Art meist zwei Jahre zur Entwicklung (semivoltin), dies kommt auch in Mitteleuropa in kalten Jahren vor. Die Imagines sind ganzjährig aktiv, auch in milden Wintern. Die Laufaktivität ist dabei in der Brutzeit stark vermindert, da die Tiere dann standorttreu den Nachwuchs bewachen.

## Phylogenie, Taxonomie, Systematik
Die Art wurde von Giuseppe Gené, nach Tieren aus Italien, 1832 als Forficula acanthopygia erstbeschrieben. Seit 1878 wurde sie meist der Gattung Chelidura Latreille, 1825 zugeordnet. 1902 transferierte sie Karl Wilhelm Verhoeff in die von ihm neu aufgestellte Gattung Chelidurella, deren Typusart sie ist. Die Gattungen Chelidura und Chelidurella umfassen zusammen knapp 30 Arten, sie sind sämtlich flügellos, die meisten Arten nur in oft kleinen Arealen, isoliert in Gebirgen, verbreitet. Aufgrund der Ähnlichkeit synonymisierte Henrik Steinmann beide Gattungen im Jahr 1993, was aber nicht von allen Taxonomen anerkannt wurde. Nach neuen morphologischen und genetischen Untersuchungen wurde die Gattung Chelidurella im Jahr 2020 durch Markéta Kirstová und Kollegen wieder neu eingesetzt. Der Status etlicher Arten und ihre Abgrenzung gegeneinander sind problematisch, meist sind nur die Männchen, anhand der Ausbildung der Genitalia, bis zur Art bestimmbar. Zum Status der 1994 abgetrennten Art Chelidurella guentheri Galvagni, 1994 vergleiche oben im Abschnitt Merkmale. Der Wald-Ohrwurm ist die am weitesten verbreitete Art der Gattung und die einzige, die auch im Flachland vorkommt.
Synonyme
Synonyme der Art lauten:
- Chelidura acanthopygia
- Chelidura guentheri (Galvagni, 1994)
- Chelidurella guentheri Galvagni, 1994
- Forficula acanthopygia Géné, 1832
- Forficula aptera Schmidt, 1866
- Forficula xanthopygia Schmidt, 1866